# Radmuževići
Radmuževići (cyr. Радмужевићи) – wieś w Czarnogórze, w gminie Berane. W 2011 roku liczyła 74 mieszkańców.